# Delmira Agustini
Delmira Agustini, urugvajska pesnica, * 1886, † 1914.
Agustini je zaradi čutne lirike, izvirnosti in sloga pisanja uvrščena med najbolj pomembne pesnike Latinske Amerike.
Njena zbrana dela so izšla leta 1944.

## Dela
- Bela knjiga
- Pesmi jutru
- Prazne čaše